# Joseph Dalton Hooker
Joseph Dalton Hooker (født 30. juni 1817 i Halesworth, Suffolk, død 10. december 1911 i Sunningdale, Berkshire) var en engelsk botaniker og opdagelsesrejsende. Han anses som grundlæggeren af emnet geografisk botanik, og var en af Charles Darwins nærmeste venner. I 20 år var han direktør for Royal Botanic Gardens i Kew, og efterfulgte sin far William Jackson Hooker i denne stilling.

## Udgivelser
- 1844–1859: Flora Antarctica: the botany of the Antarctic voyage. 3 bind, 1844, 1853 (New Zealand), 1859 (Tasmania). Reeve, London.
- 1846–1867: Handbook of the New Zealand flora
- 1849: Niger flora
- 1849–1851: The Rhododendrons of Sikkim-Himalaya
- 1854: Himalayan Journals, or notes of a naturalist, in Bengal, the Sikkim and Nepal Himalayas, Khasia Mountains ...
- 1855: Illustrations of Himalayan plants
- 1855: Flora indica, med Thomas Thomson
- 1858: med George Bentham, Handbook of the British flora. («Bentham & Hooker»)
- 1859: A century of Indian orchids
- 1862–1883: med George Bentham, Genera plantarum
- 1870; 1878: The student's flora of the British Isles. Macmillan, London.
- 1872–1897: The flora of British India
- 1898–1900: Handbook to the Ceylon flora
- 1904–1906: An epitome to the British Indian species of Impatiens